# Witoldowo (gmina Chodecz)
Witoldowo – wieś w Polsce położona w województwie kujawsko-pomorskim, w powiecie włocławskim, w gminie Chodecz.
W latach 1975–1998 miejscowość należała administracyjnie do województwa włocławskiego. Według Narodowego Spisu Powszechnego (III 2011 r.) liczyła 40 mieszkańców. Jest najmniejszą miejscowością gminy Chodecz.